# Stephanie Brown-Trafton
Stephanie Karenmonica Brown-Trafton (San Luis Obispo, 1 december 1979) is een Amerikaanse atlete, die gespecialiseerd is in het discuswerpen. Ze nam driemaal deel aan de Olympische Spelen en won eenmaal olympisch goud in deze discipline.

## Biografie
In 2004 plaatste Brown-Trafton zich voor de Olympische Spelen van Athene door tweede te worden bij de Amerikaanse trials. Op de Spelen sneuvelde ze in de kwalificatieronde met een beste poging van 58,54 m. Vier jaar later verging het haar veel beter op de Olympische Spelen van Peking. Met 64,74 versloeg ze de Cubaanse Yarelis Barrios (zilver; 63,64) en de Oekraïense Olena Antonova (brons; 62,59). Opmerkelijk is dat ze voor haar olympische titel nimmer uitkwam op de wereldkampioenschappen, noch een Amerikaanse seniorentitel won. Bij haar derde olympische deelname, de Olympische Spelen van Londen, plaatste ze zich met 64,89 voor de finale. Daar kwam ze niet verder dan 63,01 en moest ze genoegen nemen met een achtste plaats.
Stephanie Brown-Trafton werkt op de ICT-afdeling van het bedrijf Sycamore Environmental Consulting en woont in het Californische Galt.

## Titels
- Olympisch kampioene discuswerpen - 2008
- Amerikaans kampioene discuswerpen - 2009, 2011, 2012

## Persoonlijke records
Outdoor
| Onderdeel    | Prestatie | Datum         | Plaats   |
| ------------ | --------- | ------------- | -------- |
| 400 m        | 57,74 s   | 2008          |          |
| kogelstoten  | 17,86 m   | 10 april 2004 | Westwood |
| discuswerpen | 67,74 m   | 4 mei 2012    | Wailuku  |

Indoor
| Onderdeel   | Prestatie | Datum           | Plaats |
| ----------- | --------- | --------------- | ------ |
| kogelstoten | 17,86 m   | 7 februari 2004 | Nampa  |

## Palmares

### discuswerpen
Kampioenschappen
- 2004:  Amerikaanse Trials - 61,90 m
- 2004: 11e in kwal. OS - 58,54 m
- 2006: 4e Amerikaanse kamp. - 55,71 m
- 2007: 5e Amerikaanse kamp. - 55,03 m
- 2008:  Amerikaanse Trials - 62,65 m
- 2008:  OS - 64,74 m
- 2008:  Wereldatletiekfinale - 62,23 m
- 2009:  Amerikaanse kamp. - 64,25 m
- 2011:  Amerikaanse kamp. - 63,35 m
- 2011: 5e WK - 63,85 m
- 2012:  Amerikaanse kamp. - 65,18 m
- 2012: 8e OS - 63,01 m

Diamond League-podiumplekken
- 2011:  Adidas Grand Prix – 62,94 m
- 2011:  Herculis – 62,07 m
- 2012:  Shanghai Golden Grand Prix – 64,20 m

## Onderscheidingen
- Jesse Owens Award - 2008

1928: Halina Konopacka ·
1932: Lillian Copeland ·
1936: Gisela Mauermayer ·
1948: Micheline Ostermeyer ·
1952: Nina Romasjkova ·
1956: Olga Fikotová ·
1960: Nina Romasjkova ·
1964: Tamara Press ·
1968: Lia Manoliu ·
1972: Faina Melnik ·
1976: Evelin Schlaak ·
1980: Evelin Jahl ·
1984: Ria Stalman ·
1988: Martina Hellmann ·
1992: Maritza Martén ·
1996: Ilke Wyludda ·
2000: Ellina Zvereva ·
2004: Natalja Sadova ·
2008: Stephanie Brown-Trafton ·
2012: Sandra Perković ·
2016: Sandra Perković ·
2020: Valarie Allman ·
2024: Valarie Allman